# Distretto di Taray
Il distretto di Taray è uno degli otto distretti della provincia di Calca, in Perù. Si trova nella regione di Cusco.